# Olympische Sommerspiele 1964/Teilnehmer (Libanon)
| Gelbes Symbol für Goldmedaillen mit stilisierten Olympischen Ringen | Graues Symbol für Silbermedaillen mit stilisierten Olympischen Ringen | Braundes Symbol für Bronzemedaillen mit stilisierten Olympischen Ringen |
| ------------------------------------------------------------------- | --------------------------------------------------------------------- | ----------------------------------------------------------------------- |
| —                                                                   | —                                                                     | —                                                                       |

Der Libanon nahm an den Olympischen Sommerspielen 1964 in Tokio mit einer Delegation von fünf männlichen Athleten an drei Wettkämpfen in zwei Sportarten teil. Es konnte keine Medaille gewonnen werden.

## Teilnehmer nach Sportarten

### Fechten
- Michel Saykali
Degen: Vorrunde
Degen Mannschaft: Vorrunde
- Joseph Gemayel
Degen: Vorrunde
Degen Mannschaft: Vorrunde
- Hassan El-Said
Degen: Viertelfinale
Degen Mannschaft: Vorrunde
- Ibrahim Osman
Degen Mannschaft: Vorrunde

### Schießen
- Joseph Aoun
Trap: 40. Platz